# دیو کف‌خوار
دیو کف‌خوار (نام علمی: Satanoperca jurupari), گونه‌ای سیکلید بومی حوضه آمازون در آمریکای جنوبی است. طول این گونه می‌تواند به ۱۸٫۵ سانتیمتر (۷٫۳ اینچ) SL برسد.

## پرورش و تولیدمثل
این گونه مانند بیشتر سیکلیدها، از نوزادان خود مراقبت می‌کند. والدین معمولاً در بستری انتخاب‌شده تخم‌ریزی می‌کنند و تخم‌ها را در حفره باکال (غبغب) خود نگه می‌دارند و نوزادان پس از ۲۴ ساعت سر از تخم درمی‌آورند.

## رفتار
این ماهی معمولاً گونه‌ای آرام است اما در فصل جفت‌گیری بسیار تهاجمی می‌شود.